# Peter-Michael Kolbe
Pour les articles homonymes, voir Kolbe.
Peter-Michael Kolbe, né le 2 août 1953 à Hambourg et mort le 8 décembre 2023 à Lübeck, est un sportif d'Allemagne de l'Ouest, pratiquant l'aviron dans la discipline du skiff.

## Biographie
Figurant parmi les plus grands rameurs de l'histoire du skiff, il est le grand rival du Finlandais Pertti Karppinen, qui est trois fois champion olympique. Leur première confrontation olympique a lieu aux Jeux olympiques de 1976 à Montréal. Lors de cette épreuve, Kolbe mène pratiquement toute la course avant de se voir dépasser à 50 mètres de la ligne d'arrivée.
L'Allemand est privé d'une possible revanche lors des Jeux olympiques de 1980 à Moscou. L'Allemagne de l'Ouest suit en effet les États-Unis dans leur décision de boycott pour protester contre l'invasion soviétique de l'Afghanistan.
La revanche a finalement lieu lors des Jeux olympiques de 1984 à Los Angeles. De nouveau, l'Allemand mène la course mais, comme à Montréal, le Finlandais ne se laisse pas distancer. Il revient à sa hauteur à 120 mètres de la ligne, les deux bateaux restant bord à bord pendant 100 mètres. Kolbe cède finalement à 20 mètres de la ligne.
C'est finalement en 1988 à Séoul que l'Allemand l’emporte sur le Finlandais. Celui-ci ne parvient pas à se qualifier pour la finale, mais Kolbe ne réalise pas son rêve olympique, battu cette fois par son compatriote Thomas Lange.
Peter-Michael Kolbe est cinq fois champion du monde de skiff, remportant également deux médailles d'argent et une médaille de bronze.

## Palmarès

### Jeux olympiques d'été
- Jeux olympiques de 1976 à Montréal,  Canada
  -  Médaille d'argent en skiff
- Jeux olympiques de 1984 à Los Angeles,  États-Unis
  -  Médaille d'argent en skiff
- Jeux olympiques de 1988 à Séoul,  Corée du Sud
  -  Médaille d'argent en skiff

### Championnats du monde d'aviron
- Championnats du monde 1974 à Lucerne,  Suisse
  -  Médaille de bronze en quatre avec barreur
- Championnats du monde 1975 à Nottingham,  Royaume-Uni
  -  Médaille d'or en skiff
- Championnats du monde 1978 à Hamilton,  Nouvelle-Zélande
  -  Médaille d'or  en skiff
- Championnats du monde 1979 à Bled,  Yougoslavie
  -  Médaille d'argent en skiff
- Championnats du monde 1981 à Munich,  Allemagne
  -  Médaille d'or  en skiff
- Championnats du monde 1983 à Duisbourg,  Allemagne
  -  Médaille d'or  en skiff
- Championnats du monde 1985 à Willebroek,  Belgique
  -  Médaille de bronze  en skiff
- Championnats du monde 1986 à Nottingham,  Royaume-Uni
  -  Médaille d'or  en skiff
- Championnats du monde 1987 à Copenhague,  Danemark
  -  Médaille d'argent en skiff

### Championnats d'Europe d'aviron
- Championnats d'Europe 1973 à Moscou,  Union soviétique
  -  Médaille d'or en skiff

## Distinction personnelle
- Personnalité sportive allemande de l'année en 1975